# Trincia II Trinci
Trincia II Trinci, ou Trincia Trinci fils de Ugolino Novello, (Foligno... –18 septembre 1377), est un condottiere italien et seigneur de Foligno (1353 - 1377).

## Biographie
Trincia IIe Trinci, fils de Ugolino Novello, a été seigneur de Foligno de 1353 à 1377.
En 1353, ses premiers titres ont été gonfalonier del Popolo et Capitano del Popolo ainsi que vicaire apostolique (à l'époque où Foligno faisait partie de l'État pontifical).
À partir de 1371, il a été vicaire de Bevagna  ainsi que commandant de l'armée du pape et gonfalonier du Duché de Spolète.
Il a épousé Giacoma d'Este, fille de Niccolò I d'Este, seigneur de Ferrare.
Il a été assassiné à Foligno, le 18 septembre 1377 au cours d'un soulèvement de la partie gibeline qui a donné vie à une éphèmere République.
Son fils Ugolino III Trinci a été par la suite seigneur de Foligno.

### Sources
- (en) Cet article est partiellement ou en totalité issu de l’article de Wikipédia en anglais intitulé « Trincia II Trinci » (voir la liste des auteurs).